# Annick De Decker
Annick De Decker (ur. 17 kwietnia 1975 w Antwerpii) – belgijska wioślarka.

## Osiągnięcia
- Mistrzostwa Europy – Ateny 2008 – jedynka – 2. miejsce[1].
- Mistrzostwa Świata – Poznań 2009 – jedynka – brak[1][2].
- Mistrzostwa Europy – Montemor-o-Velho 2010 – jedynka – 9. miejsce[1].